# Jørgen Bojsen-Møller
Christian Bojsen-Møller (Stege, 17 april 1954) is een Deens zeiler.
Bojsen-Møller nam in 1980 en 1984 deel aan de Olympische Spelen samen met zijn broer.
Bojsen-Møller won tijdens de Olympische Zomerspelen 1988 samen met Christian Grønborg de gouden medaille in de Flying Dutchman. In hetzelfde jaar wonnen Grønborg en Bojsen-Møller de wereldtitel.
Tijdens de Olympische Zomerspelen 1992 won Bojsen-Møller de bronzen medaille in de Flying Dutchman met zijn neef Jens Bojsen-Møller. Tijdens deze spelen was Bojsen-Møller de Deens vlaggendrager tijdens de openingsceremonie.
Bojsen-Møller werd in totaal achtmaal wereldtitel in de Flying Dutchman.

## Resultaten

### Wereldkampioenschappen
| Jaar | Plaats         | Resultaten             |
| ---- | -------------- | ---------------------- |
| 1988 | Medemblik      | Flying Dutchman klasse |
| 1990 | Newport        | Flying Dutchman klasse |
| 1993 | Travemünde     | Flying Dutchman klasse |
| 2001 | Gilleleje      | Flying Dutchman klasse |
| 2004 | Rostock        | Flying Dutchman klasse |
| 2005 | Balatonföldvár | Flying Dutchman klasse |
| 2007 | Mar Menor      | Flying Dutchman klasse |
| 2009 | Medemblik      | Flying Dutchman klasse |
| 2011 | Malcesine      | Flying Dutchman klasse |
| 2018 | Medemblik      | Flying Dutchman klasse |

### Olympische Zomerspelen
| Jaar | Plaats      | Resultaten                |
| ---- | ----------- | ------------------------- |
| 1980 | Moskou      | 6e Flying Dutchman klasse |
| 1984 | Los Angeles | 4e Flying Dutchman klasse |
| 1988 | Seoel       | Flying Dutchman klasse    |
| 1992 | Barcelona   | Flying Dutchman klasse    |

1960: Bjørn Bergvall / Peder Lunde ·
1964: Helmer Pedersen / Earle Wells ·
1968: Iain MacDonald-Smith / Rodney Pattisson ·
1972: Christopher Davies / Rodney Pattisson ·
1976: Eckart Diesch / Jörg Diesch ·
1980: Alejandro Abascal / Miguel Noguer ·
1984: William Carl Buchan / Jonathan McKee ·
1988: Christian Grønborg / Jørgen Bojsen-Møller ·
1992: Luis Doreste / Domingo Manrique